# Agàfia Líkova
Agàfia Líkova   (província autònoma de Khakàssia, 17 d'abril de 1944) és una vella creient russa, que forma part de la família Líkov, que ha viscut sola a la taigà la major part de la seva vida. Des de 2016, resideix a les muntanyes Saian Occidentals, a la República de Khakàssia. Des de 1988 quan va morir el seu pare ha estat majoritàriament autosuficient.

## Joventut
Líkova va néixer el 1944 i va ser el quart infant de Karp Ossípovitx Líkov i Akulina Líkova i el segon infant que va néixer a la taigà.
La seva vida va transcórrer a 1.050 m a la vora d'una muntanya remota de la serralada Abakan, a 240 km de la ciutat més propera. Durant els primers 35 anys de la seva vida, Líkova no va tenir contacte amb ningú que no fos de la seva família més propera. La informació sobre el món exterior provenia de les històries del seu pare i de la Bíblia ortodoxa russa de la família.
L'estiu del 1978, un grup de quatre geòlegs van descobrir la família per casualitat, mentre circulava per la zona en helicòpter. Els científics van informar que Líkova parlava un idioma "distorsionat per tota una vida d'aïllament"". Aquest discurs inusual va portar a la idea errònia que Líkova estava discapacitada mentalment. Més tard, després d’observar la seva habilitat en la caça, la cuina, la costura, la lectura i la construcció, es va revisar aquest concepte erroni original. El llibre de Vassil Peskov, traduit el castellà com a Los viejos creientes: perdidos en la taiga el 2020 per Impedimenta, informa que el vocabulari de Líkova es va expandir a mesura que va entrar en contacte amb el món més gran, i també sobre molts dels seus usos de paraules "inesperades" en la conversa.

## Aïllament
En 70 anys, Líkova s'ha aventurat a sortir de l’assentament familiar sis vegades. La primera vegada va ser als anys vuitanta, poc després que els articles de Vasili Peskov sobre l'aïllament de la família la convertissin en un fenomen nacional. El govern soviètic la va pagar per recórrer la Unió Soviètica durant un mes, temps durant el qual va veure avions, cavalls, cotxes i diners per primera vegada. Des de llavors, només se n’ha anat a buscar tractament mèdic, a visitar parents llunyans i a conèixer altres vells creients.
Líkova prefereix la seva vida a la taiga a la de les ciutats més grans. Afirma que l’aire i l’aigua fora de la taiga la posen malalta. També va dir que li fan por les carreteres transitades, que li semblen aterridores. [4] El 2011 Agafia es va tornar a unir formalment a la branca Belokrinitskaya dels vells creients durant una visita de Cornelius (Titov) de l'Església de l'Antic Rite Ortodox Rus coincidint amb el seu 69è aniversari. El 2014, va escriure una carta que es va publicar en línia, on sol·licitava que tothom vingués a casa seva per ajudar-la, ja que la seva "força minva". En aquella carta afirmava que tenia "un bulto al pit dret", un possible senyal que ha desenvolupat càncer.
El gener de 2016, es va informar que Líkova va ser traslladada a un hospital a causa d'un dolor a les cames. Agafia va ser tractada a un hospital de Tashtagol i tenia previst tornar al desert un cop els serveis d'emergència van poder traslladar la seva casa aèria. Segons The Siberian Times, ho va fer i, a mitjan 2019, encara vivia allà. L'oligarca rus Oleg Deripaska està finançant la seva nova casa.per alleugerir la seva vida a l'hivern siberià.